# Michael Wincott
Michael Anthony Claudio Wincott (Toronto, 21 de janeiro de 1958)  é um ator canadense. Sua voz profunda e rouca  muitas vezes o levou a ser escalado para papéis vilanescos.
Alguns de seus papéis mais conhecidos incluem Guy de Gisbourne em Robin Hood: Prince of Thieves (1991); Top Dollar, o antagonista principal de The Crow (1994); o magnata da música Philo Gant em Strange Days (1995); o mercenário Frank Elgyn em Alien Resurrection (1997); o hacker Adrian Cross na minissérie 24: Live Another Day (2014); e o diretor de fotografia Antlers Holst em Nope (2022).